# Avima wayuunaiki
Avima wayuunaiki is een hooiwagen uit de familie Agoristenidae.